# Горњи Дисан
Горњи Дисан (мкд. Горни Дисан) је насеље у Северној Македонији, у средишњем делу државе. Горњи Дисан је насеље у оквиру општине Неготино.

## Географија
Горњи Дисан је смештен у средишњем делу Северне Македоније. Од најближег већег града, Кавадараца, насеље је удаљено 10 km источно.
Насеље Горњи Дисан се налази у историјској области Тиквеш. Село је смештено у висовима изнад долине Вардара, у јужном делу Тиквешке котлине. Насеље је положено на приближно 510 метара надморске висине, у бреговитом подручју Витачево. 
Месна клима је континентална.

## Становништво
Горњи Дисан је према последњем попису из 2002. године имао 11 становника.
Већинско становништво у насељу су етнички Македонци (100%).
Претежна вероисповест месног становништва је православље.